# Галіїмаїле (Гаваї)
Галіїмаїле (англ. Haliimaile) — переписна місцевість (CDP) в США, в окрузі Мауї штату Гаваї. Населення — 1074 особи (2020).

## Географія
Галіїмаїле розташований за координатами 20°51′54″ пн. ш. 156°19′52″ зх. д. / 20.86500° пн. ш. 156.33111° зх. д. (20.865129, -156.331128).  За даними Бюро перепису населення США в 2010 році переписна місцевість мала площу 9,02 км², з яких 8,95 км² — суходіл та 0,07 км² — водойми.

## Демографія
Згідно з переписом 2010 року, у переписній місцевості мешкали 964 особи в 295 домогосподарствах у складі 210 родин. Густота населення становила 107 осіб/км².  Було 320 помешкань (35/км²).
Расовий склад населення:
| - 35,0 % — азіатів - 20,5 % — білих - 11,8 % — вихідців з тихоокеанських островів - 0,1 % — корінних американців - 0,1 % — чорних або афроамериканців - 2,5 % — осіб інших рас |

До двох чи більше рас належало 30,0 %. Частка іспаномовних становила 11,7 % від усіх жителів.
За віковим діапазоном населення розподілялося таким чином: 24,0 % — особи молодші 18 років, 62,6 % — особи у віці 18—64 років, 13,4 % — особи у віці 65 років та старші. Медіана віку мешканця становила 37,9 року. На 100 осіб жіночої статі у переписній місцевості припадало 98,4 чоловіків;  на 100 жінок у віці від 18 років та старших — 98,1 чоловіків також старших 18 років.
Середній дохід на одне домашнє господарство  становив 74 316 доларів США (медіана — 59 526), а середній дохід на одну сім'ю — 75 932 долари (медіана — 62 083). Медіана доходів становила 33 295 доларів для чоловіків та 33 750 доларів для жінок. За межею бідності перебувало 8,2 % осіб, у тому числі 13,3 % дітей у віці до 18 років та 2,5 % осіб у віці 65 років та старших.
Цивільне працевлаштоване населення становило 619 осіб. Основні галузі зайнятості: роздрібна торгівля — 16,6 %, науковці, спеціалісти, менеджери — 16,6 %, мистецтво, розваги та відпочинок — 15,7 %.